# 月と手袋
『月と手袋』（つきとてぶくろ）は、江戸川乱歩の著した短編探偵小説である。1955年（昭和30年）、『オール讀物』に掲載された。
明智小五郎作品の一つであるが、本人自身は登場しない。いわゆる倒叙形式を採用している。

## あらすじ
高利貸しで元男爵の股野重郎は弱みを握った芸能人に金を貸して、私腹を肥やし、かつて少女歌劇団で男役をつとめたことがある元女優のあけみを妻にしていた。シナリオライターの北村克彦は、そのあけみと恋仲になり、いつしかその関係は股野の知るところとなる。
ある日、股野に呼び出された北村は「今後、あけみと会わないように」と言い渡され、法外な慰謝料を要求される。さらに、股野があけみに制裁を加えることをほのめかし、北村にも暴力を振るってきたので、北村は股野を殺してしまう。北村は定時に付近を警察官がパトロールに来ることを思い出すと、偽装工作を思いつく。それはあけみを強盗に仕立て、外で北村が強盗の存在に気がついたようなふりをして、パトロール中の警察官の注意をひき、2人が股野の家に乗り込んでいる間にあけみは扮装を解き、強盗に押し込められたように衣装箪笥の中に入り、自らを縛るというものであった。北村の偽装工作は成功し、警察の捜査は行き詰まってしまう。
北村は大胆にも股野の家に住むようになり、股野が残した財産であけみと悠々と暮らすようになる。やがて、北村とあけみの下に警視庁の花田警部が訪れるようになる。花田は北村とあけみと打ち解け、友達付き合いをするようになるが、次第に花田は北村の偽装工作を見ぬいたかのようなそぶりを見せるようになる。

## 登場人物
北村 克彦（きたむら かつひこ）
シナリオライター。35歳。股野の妻のあけみと不倫している。
股野 あけみ（またの あけみ）
元女優で重郎の妻。北村と愛し合うようになる。
股野 重郎（またの しげお）
元男爵の高利貸し。42歳。芸能界に影響力を持っている。
花田警部（はなだ）
警視庁の警部。明智小五郎とは知り合い。股野の死後、北村とあけみのもとを訪れ、友人のように付き合う。
明智 小五郎（あけち こごろう）
名探偵。警視庁捜査一課に助言をおこなっている。

## 収録作品
- 角川文庫『三角館の恐怖』 1974年1月
- 光文社文庫『江戸川乱歩全集第18巻 月と手袋』2004年ISBN 978-4-33-473771-9
- 集英社文庫『明智小五郎事件簿 戦後編II「化人幻戯」「月と手袋」』2022年1月ISBN 978-4-08-744347-9